# X (The 69 Eyes)
X (10 in numeri romani) è il decimo album della band gothic rock finlandese The 69 Eyes. L'album è stato pubblicato il 28 settembre 2012 in Europa e il 9 ottobre negli USA

## Tracce
1. Love Runs Away – 4:23
2. Tonight – 3:44
3. Black – 4:38
4. If You Love Me the Morning After – 4:21
5. Red – 3:47
6. I Love The Darkness In You – 3:19
7. Borderline – 3:54
8. I'm Ready – 4:10
9. I Know What You Did Last Summer – 5:05
10. When a Love Come to an End
11. Rosary Blue (feat. Kat Von D) – 5:15 – iTunes Bonus Track

### Singoli

#### Red
1. Red (Radio Edit)
2. Red

#### Borderline
1. Borderline

## Formazione
- Jyrki 69 (nato Jyrki Pekka Emil Linnankivi) - voce
- Bazie (nato Pasi Moilanen) - chitarra
- Timo-Timo (nato Timo Tapio Pitkänen) - chitarra
- Archzie (nato Arto Väinö Ensio Ojajärvi) - basso
- Jussi 69 (nato Jussi Heikki Tapio Vuori) - batteria